# Liste der osttimoresischen Botschafter in Belgien

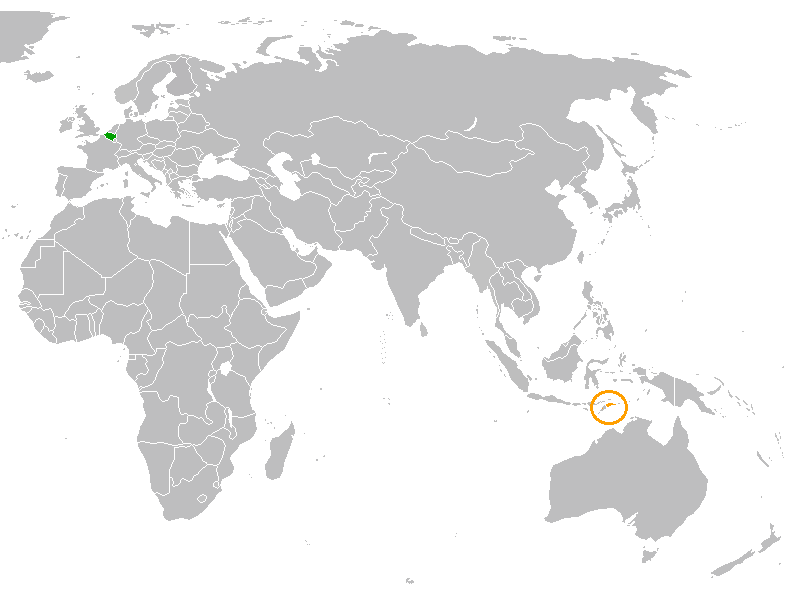
Belgien (grün) und Osttimor (orange)

Diese Liste führt die osttimoresischen Botschafter in Belgien auf.

## Hintergrund
Der Botschafter Osttimors in Belgien ist gleichzeitig Ständiger Vertreter bei der Europäischen Union. Daneben ist er auch für Frankreich, Deutschland, Luxemburg, Polen, Österreich und Tschechien verantwortlich. Die Botschaft befindet sich seit 2014 in der Avenue Tervueren 102, 1040 Etterbeek, Brüssel.

## Liste
| Name                           | Amtszeit      | Anmerkungen |
| ------------------------------ | ------------- | --- |
| Marciano da Silva              | 2009–2011     | Interim Chargé d'Affairs und Counseller                                                                                |
| Nelson Santos                  | 2011–2016     | Ernennung: 26. November 2011                                                                                           |
| Francisco Tilman Cepeda        | 2016–2021 (?) | Ernennung: 16. Februar 2016; Akkreditierung für Belgien: 26. Mai 2016 Akkreditierung für Österreich: 5. November 2015. |
| Jorge Trindade Neves de Camões | 2021–2025     | Vereidigung: 8. Oktober 2021 Akkreditierung: 6. Dezember 2021                                                          |
| Lurdes Maria Bessa             | seit 2025     | Vereidigung: 29. Juli 2025                                                                                             |